# Samia eulouvaina
Samia eulouvaina är en fjärilsart som beskrevs av Watson 1914. Samia eulouvaina ingår i släktet Samia och familjen påfågelsspinnare. Inga underarter finns listade.